# جشنواره بین‌المللی فیلم کارلووی واری
جشنواره بین‌المللی فیلم کارلووی واری (به چکی: Mezinárodní filmový festival Karlovy Vary) یک جشنواره فیلم است که هرساله در ماه ژوئیه در شهر کارلووی واری در شمال غربی کشور جمهوری چک برگزار می‌شود. جشنواره کارلووی واری که از سال ۱۹۴۶ آغاز به‌کار کرده‌است مهم‌ترین جشنواره اروپای مرکزی و شرقی به‌شمار می‌رود. این جشنواره دارای دو بخش رقابتی و غیررقابتی است و جایزه اصلی آن گوی بلورین نام دارد. هدف جشنواره کارلووی واری بر مبنای جایگاه ژئوپلتیک جمهوری چک در مرز اروپای شرقی و غربی بنا نهاده شده‌است. کارلووی واری سالیانه حدود ۲۰۰ فیلم جدید را از سراسر جهان در جمهوری چک به نمایش می‌گذارد.

## تاریخچه
نخستین دوره جشنواره فیلم کارلووی واری در ماه اوت سال ۱۹۴۶ به شکل غیر مسابقه‌ای برگزار شد. این جشنواره از سال ۱۹۴۸ به جشنواره‌ای رقابتی تبدیل شد و جایزه گوی بلورین نیز در همان سال به وجود آمد. این جشنواره از سال ۱۹۵۹ به بعد، هر دو سال یکبار با جشنواره بین‌المللی فیلم مسکو به صورت یک سال در میان برگزار می‌شد. این جشنواره از سال ۱۹۹۴ تا کنون به صورت سالانه برگزار می‌شود.
جشنواره کارلووی واری به‌عنوان بزرگ‌ترین رویداد سینمایی اروپای شرقی، بیش از ۴۰ سال در فضای بسته سیاسی چکسلواکی سوسیالیست برگزار می‌شد. پس از تغییرات سیاسی اجتماعی این کشور در پی انقلاب مخملی کشورهای بلوک شرق در سال ۱۹۸۹، مدیریت جشنواره به گروهی تازه از هنرمندان سپرده شد و در طی چند سال به جشنواره‌ای سازمان یافته تبدیل گردید.

## جوایز اصلی
- جایزه بزرگ - کریستال گلوب برای بهترین فیلم ($۲۵٬۰۰۰)
- جایزه ویژه هیئت داوران ($۱۵٬۰۰۰)
- جایزه بهترین کارگردان
- جایزه بهترین بازیگر مرد
- جایزه بهترین بازیگر زن

## تبادل
میهمانان جشنواره از فرصتی بی‌نظیر برای تماشای جدیدترین فیلم‌ها، کشف استعدادهای تازه و ملاقات و گفتگو با چهره‌های سرشناس هنری، سیاسی و اقتصادی بهره‌مند خواهند شد. این جشنواره محلی است که مخاطبان حرفه‌ای سینما را قادر می‌کند به تماشای جدیدترین آثاری که در جشنواره‌های بزرگی همچون کن و برلین توجه زیادی را به خود جلب کرده‌اند بنشینند.